# 常思言
常思言，辽朝画家。
常思言是燕京布衣。善画山水林木。求他画的人很多，但是他只在自己有灵感的时候画。即使利诱权势也不能触动他。1071年，北宋郭若虚出使辽朝，辽朝官员邢希古向他介绍了常思言。